# Stephen Brislin
Stephen Brislin (Welkom, 24 de setembro de 1956) é um cardeal sul-africano da Igreja Católica, atual arcebispo da Joanesburgo.

## Biografia
Stephen Brislin é descendente de escoceses e irlandeses. Completou os estudos iniciais no Convento de Santa Inês e no Colégio Christian Brothers, em Welkom, e depois estudou psicologia na Universidade da Cidade do Cabo. Ingressou no Seminário, onde estudou filosofia no Seminary of St John Vianney em Pretória e teologia no Missionary Institute of Mill Hill de Londres. Obteve o diploma de bacharel pela Universidade de Louvain.
Foi ordenado padre em 19 de novembro de 1983, em Welkom, sendo incardinado na diocese de Kroonstad. De 1984 a 1985, foi capelão na Virgínia e depois, de 1986 a 1989, pároco em Odendaalsrus/Kutlwanong e em Motsethabong. Entre 1990 e 2003, foi vigário-geral da diocese de Kroonstad e de 2003 a 2006, o administrador diocesano da diocese de Kroonstad.
Em 17 de outubro de 2006, foi nomeado pelo Papa Bento XVI como bispo de Kroonstad, sendo consagrado em 28 de janeiro de 2007, na Igreja de Saint Dominic de Welkom, pelo arcebispo de Bloemfontein, Jabulani Adatus Nxumalo, O.M.I., coadjuvado por Hubert Bücher, bispo de Bethlehem, e por Zithulele Patrick Mvemve, bispo de Klerksdorp.
Foi elevado a arcebispo da Cidade do Cabo em 18 de dezembro de 2009. Fez sua entrada solene em 7 de fevereiro de 2010, na solenidade de Nossa Senhora do Desterro, festa da padroeira da arquidiocese da Cidade do Cabo. Foi presidente do Encontro Inter-regional dos Bispos do Sul da África entre 2012 e 2016 e da Conferência dos Bispos Católicos da África Austral, entre 2013 e 2019.
Como presidente da conferência episcopal, participou do Sínodo sobre a Família de outubro de 2014, onde foi eleito relator de um dos seus dez grupos de trabalho, onde o seu trabalho foi elogiado. Participou também na sessão de setembro de 2015.
Em janeiro de 2018, Brislin visitou a Faixa de Gaza como parte da Coordenação Anual da Terra Santa, um esforço internacional de bispos em apoio a paz e comunicação.
Em 9 de julho de 2023, o Papa Francisco anunciou durante o Angelus que o criaria cardeal no Consistório de 30 de setembro de 2023. Recebeu o barrete vermelho e a titulus de Santa Maria Domenica Mazzarello.
Brislin recebeu o título de doutor honorário em Liderança Pastoral pela Escola de Teologia Oblata, San Antonio, Texas, em 5 de maio de 2023. Em 4 de outubro de 2023, foi nomeado membro do Dicastério para as Causas dos Santos.
Em 28 de outubro de 2024, o Papa Francisco nomeou-o arcebispo de Joanesburgo.